# Raimond Kolk
Raimond Kolk (* 8. Februar 1924 in Saru, heute Landgemeinde Mõniste, Kreis Võru, Estland; † 3. November 1992 in Stockholm, Schweden) war ein estnischer Schriftsteller.

## Leben
Raimond Kolk wurde als Sohn eines Gemeindesekretärs in der Nähe der Grenze zu Lettland geboren. Er besuchte Schulen in Saru, Valga und Tartu. Kolk schloss 1943 sein Studium am Lehrerseminar von Tartu ab und war anschließend als Lehrer in Kuldre (Landgemeinde Urvaste) tätig. Vor der sowjetischen Besetzung Estlands floh er 1944 nach Finnland. Dort diente er als Kriegsfreiwilliger im Kampf gegen die Rote Armee. Nach dem Ende des Zweiten Weltkriegs ging er ins Exil nach Schweden.
Von 1945 bis 1958 war er als Fabrikarbeiter in Ulricehamn, Göteborg und Stockholm beschäftigt, bevor er sich an der Universität Stockholm für Politikwissenschaft, Volkswirtschaftslehre und Statistik einschrieb. 1963 schloss er sein Studium ab. Ab 1962 war er im schwedischen Landwirtschaftsministerium angestellt. Von 1972 bis 1989 arbeitete Kolk als Verwaltungsbeamter im Lebensmittelamt von Uppsala.
Raimond Kolk war seit 1947 mit einer Exilestin verheiratet. Das Paar hatte zwei Söhne.

## Literarisches Werk
Schon während seiner frühen Jahre veröffentlichte Kolk Gedichte und Kurzprosa. 1945 schloss er sich der literarischen Bewegung Tuulisui an. In Schweden veröffentlichte er nach dem Krieg zahlreiche Gedichte, Romane und kürzere Prosa sowohl in Estnisch als auch im südestnischen Võro-Dialekt seiner Heimat. Außerdem schrieb er literaturwissenschaftliche Arbeiten, Literaturkritik und Erinnerungen. Seine Texte sind oft politisch und haben auch das Schicksal der estnischen Flüchtlinge zum Thema. Daneben war Kolk in der estnischen Exiljournalistik aktiv. Er schrieb für die Zeitschrift Radikaaldemokraat und 1948 bis 1950 für die Kulturzeitschrift Sõna. Von 1956 bis zu seinem Tod war er Redakteur der politischen Zeitschrift Side. Raimond Kolk liegt auf dem Friedhof von Lidingö begraben.

## Werke (Auswahl)
- Ütsik täht (Gedichte, 1946)
- Kõiv akna all (Lyrikband, 1952)
- Küla põleb kahest otsast (Roman, 1955)
- Vähikuningas (Kinderbuch, 1957)
- Müüdud sõrmus (Lyrikband, 1957)
- Estnisk litteratur i går och i dag (Literaturwissenschaftliche Arbeit, 1958)
- Sulajää (Roman, 1958)
- Väike mees, miks nutad? (Novellen und Erzählungen, 1960)
- August Mälk (literaturwissenschaftliche Arbeit, 1964)
- Et mitte kunagi võita (Roman, 1969)
- Mõned päevad septembris (Roman, 1972)
- Truudus elu vastu (Roman, 1976)
- Kiri (Gedichte, 1977)
- Tuulisui ja teised (Erinnerungen, 1980, 1992 u.d.T: Võrumaalt Stokholmi "Tuulisui" ja teised)
- Uskumatu Toomas (Kurzprosa, 1981)
- Vallavanema pärandustomp (1983)
- Võõral maal kirjutanud laulud. Luulekogumik 1940-1983 (Lyrikanthologie, 1984)
- Elu edeneb (Roman, 1984)
- Lestakala otsimas ja teisi jutte (Erzählungen, 1987)
- Ajad muutuvad (Roman, 1989)